# Prédio TAP/Montepio de Moçambique

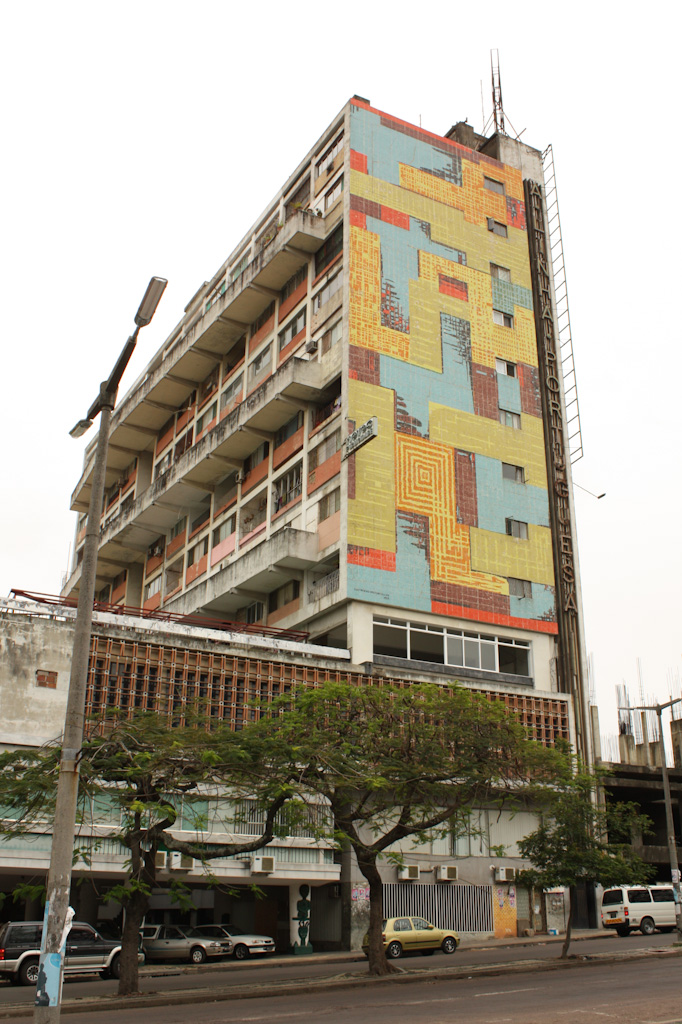
Seitenansicht des TAP/Montepio-Gebäudes mit farbiger Keramikkunst von Gustavo de Vasconcellos. Der Schriftzug „A Linha Portuguesa“ („Die portugiesische Linie“) der früher dort untergebrachten Fluggesellschaft TAP ist bis heute erhalten

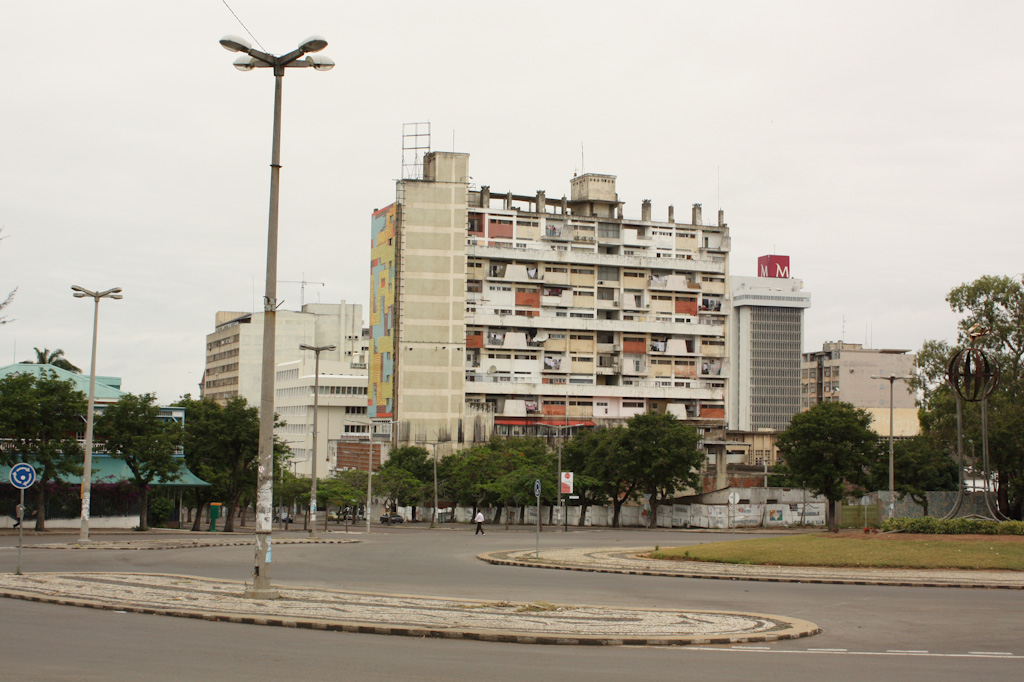
Blick auf das Gebäude von der Praça da Independência aus

Das Prédio TAP/Montepio de Moçambique ist ein Büro- und Wohnhaus an der Straßenecke Avenida Samora Machel / Avenida Fernão Magalhães im Stadtteil Central der mosambikanischen Hauptstadt Maputo. Das 1960 nach Plänen von Alberto Soeiro errichtete Gebäude gehört aufgrund seiner modernen Bauform sowie der Außengestaltung zu einem der bekanntesten Beispiele der Moderne in der ehemaligen portugiesischen Kolonie.

## Geschichte
Mitte der 1950er Jahre beauftragte die staatliche Fluggesellschaft TAP Alberto Soeiro, der 1937 bis 1946 an der Hochschule der schönen Künste von Porto Architektur studiert hatte, einen repräsentativen Sitz in Lourenço Marques zu errichten. Gustavo de Vasconcellos unterstützte Soeiro dabei mit der Außengestaltung des Gebäudes. Das Gebäude wurde 1960 fertiggestellt, die Fluggesellschaft zog noch im gleichen Jahr ein. Aufgrund dessen trug das Gebäude zunächst den simplen Namen „Prédio TAP“ (TAP-Gebäude). Später zog die Privatbank Montepio de Moçambique ebenso in das Gebäude, sodass das Gebäude fortan den Doppelnamen Prédio TAP/Montepio de Moçambique trug.
Mit der Unabhängigkeit Mosambiks im Jahre 1975 zogen beide Unternehmen aus dem Gebäude aus, die Bank wurde verstaatlicht. Seitdem werden die Büros des Gebäudes von staatlichen Institutionen Mosambiks genutzt. Derzeit ist dort der Hauptsitz des Ministeriums für natürliche Ressourcen (Ministério dos Recursos Naturais) angesiedelt.
Obwohl die portugiesische Fluggesellschaft TAP nicht mehr in dem Haus sitzt, ist der Schriftzug „A Linha Portuguesa“ (Die portugiesische Linie) bis heute an der Seitenfassade zur Avenida Samora Machel zu sehen. Der Schriftzug „Montepio de Moçambique“ ist dagegen bereits 1975 abgenommen worden. 
Seit 2011 befindet sich das Gebäude in der Vorauswahl für eine Denkmalliste der Stadt Maputo. In der portugiesischen Denkmaldatenbank Sistema de Informação para o Património Arquitectónico, die auch Werke ehemaliger portugiesischer Kolonien umfasst, ist es unter der Nummer 31721 gelistet.

## Architektonische Beschreibung
Das von Alberto Soeiro entworfene Gebäude besteht aus zwei Teilen: dem dominanteren, zehnstöckigen, parallelepipedischen Hochhaus mit Wohnungen sowie einem dreistöckigen Vorbau mit Büros. Der Vorbau wird durch seine für damalige Zeit typischen Sonnenverdecke aus Beton (brise-soleils) aus rötlichem Ton dominiert. Die Fassade des Hochhauses wird auf nördlicher wie südlicher Seite durch übergroße Veranden auf Höhe des dritten, sechsten und neunten Stockes durchbrochen.
Die Lage an der zum städtischen Rathaus führenden Avenida Samora Machel sowie die Höhe des Gebäudes selbst lassen es schnell ins Auge fallen. Aus diesem Grunde gestaltete der Künstler Gustavo de Vasconcellos die zur Hauptstraße gewandte Seite mit großen, farbigen Keramiktafeln, die verschiedene afrikanistische Muster ergeben. Mehrere Kritiker merken an, dass diese Muster dem Gebäude eine „fröhliche Wirkung“ verleihen. Im Eingangsbereich des Gebäudes gestaltete Vasconcellos die massive Stützsäulen ebenso mit verschiedenen Kunstwerken, die mosambikanische Einwohner zeigen sollen.